# Otoe County
Otoe County is een county in de Amerikaanse staat Nebraska.
De county heeft een landoppervlakte van 1.595 km² en telt 15.396 inwoners (volkstelling 2000). De hoofdplaats is Nebraska City.

## Bevolkingsontwikkeling

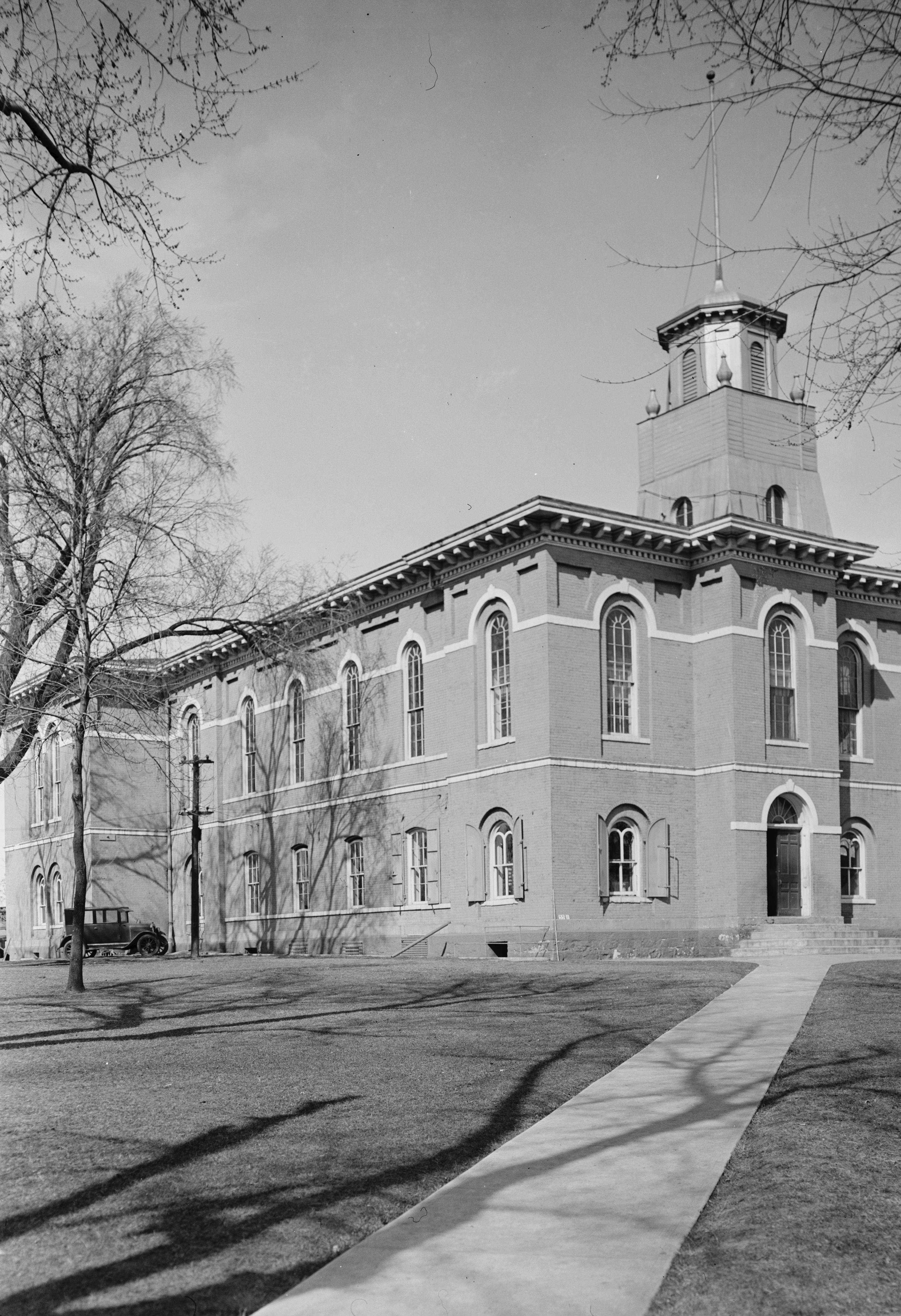
Otoe County Courthouse